# روكي بريدغز
روكي بريدغز (بالإنجليزية: Rocky Bridges)‏ هو لاعب كرة قاعدة أمريكي، ولد في 7 أغسطس 1927 في ريفيوجيو في الولايات المتحدة، وتوفي في 28 يناير 2015 في كويور دي أليني في الولايات المتحدة.

## وصلات خارجية
- روكي بريدغز على موقع دوري كرة القاعدة الرئيسي (الإنجليزية)
- روكي بريدغز على موقعبيزبول رفرنس.كوم (الدوري الرئيسي) (الإنجليزية)
- روكي بريدغز على موقعبيزبول رفرنس.كوم (الدوري الثانوي) (الإنجليزية)